# Zjeleznodorozjnaja (station MTsD)
Zjeleznodorozjnaja (Russisch: Железнодорожная) is een station aan de spoorweg Moskou-Gorki, op 24 km van Station Moskva Koerskaja. Vanaf 2021 zal het station het oostelijke eindpunt worden van lijn D4 van het stadsgewestelijk net van Moskou.